# Downsizing (handel)
Downsizing – w handlu celowe zmniejszanie wag lub ilości produktów w opakowaniu lub zawartości głównych (droższych) składników w produkcie przy zachowaniu tej samej ceny, stosowane głównie w celu redukcji kosztów i zwiększenia zyskowności.